# Villadepera
Villadepera de Sayago là một đô thị trong tỉnh Zamora, Castile và León, Tây Ban Nha. Năm 2001 Villadepera có dân số là 282 người.